# Binot Paulmier de Gonneville
Binot Paulmier de Gonneville, también Binot Paulmyer de Gonneville, señor de Gonneville (Gonneville-sur-Honfleur, Normandía, en el siglo XV - fallecido en el siglo XVI), fue un navegante francés de principios del siglo XVI, al que durante mucho tiempo, en los siglos XVII y XVIII, se le adjudicó el descubrimiento de la Terra Australis (no confundir con Australia). Esta aseveración es descartada por la mayoría de los investigadores actuales, que creen que habría llegado a las costas de Brasil, haciendo de él uno de los más grandes marinos franceses del siglo XVI.

## Biografía oficial
Nació en el siglo XV en Gonneville-sur-Honfleur, Normandía. Durante su juventud, Binot Paulmier navegó hasta Lisboa, donde entró en contacto con navegantes portugueses. Ya convertido en capitán, el 24 de junio de 1503 a bordo de l’Espoir [La Esperanza], un barco de 120 toneladas y con 60 miembros de la tripulación, salió de Honfleur con destino a las Indias Orientales, pero tal vez después de doblar el cabo de Buena Esperanza, y después de perderse el "bucle" (una corriente marina), fue desviado por una tempestad de la ruta original y le hizo vagar durante semanas a través del Atlántico. El 6 de enero de 1504 arribó a una tierra desconocida, anclando en las proximidades de un pequeño río, que comparó con el río Orne. En este lugar —que muchos historiadores identifican ahora como la playa de Tainha e Canto Grande, en el estado de Santa Catarina, en Brasil— se mantuvo durante seis meses, estableciendo amistad con la población indígena local, dirigida por un anciano llamado Arô Içá, que los franceses llamaban Arosca. Al partir, Gonneville llevó con él a su hijo, Içá-Mirim, que tenía entonces 14 años (para «enseñarle el arte de la artillería y mostrarle la vida entre los cristianos», como señala el escritor brasileño Carlos da Costa Pereira en un capítulo de Expansão Bandeirante), prometiéndole que lo llevaría de vuelta en 20 meses. Içá-Mirim (afrancesado como Essemeric, Essemeric o Essomericq), acompañado de un guerrero de la tribu llamado Namoa, embarcó para Francia y recibió el bautismo a bordo l’Espoir, adoptando el nombre de Binot. Namoa murió en el viaje, probablemente de escorbuto.
Después de una odisea de pesadilla, el 7 de mayo de 1505 l’Espoir encalló en Guernesey, donde fue sometido a pillaje. Llegaron a pie a Honfleur el 20 de mayo, con solamente cuarenta y tres sobrevivientes, entre ellos Essemeric, y «pieles, plumas, raíces para teñir contra quincallerias y otras baratijas». Arruinado, Binot Paulmier nunca sería capaz de llevar de vuelta a Essomeric a su padre, como le había prometido. En su lugar, lo adoptó, lo educó y lo casó con una de sus sobrinas, Marie Moulin, que le dio catorce hijos (según otras fuentes se habría casado con Suzanne, una de las hijas de Binot). Después de la muerte de su esposa, Essemeric se volvió a casar con otra joven de Honfleur, que le dio siete hijas. Essomeric nunca regresó a Brasil, pero se convirtió en un hombre de gran importancia y cultura, habiendo recibido el título de barón. Murió a los noventa y seis años de edad y uno de sus hijos pequeños, Robert Paulmier, terminara como mercenario al servicio del rey de Suecia.
El relato de su viaje abrió una puerta a los comerciantes de madera franceses en Brasil, que en 1560, competirían con los comerciantes de madera portugueses. Paulmier se presentaba a sí mismo como el descubridor de la gran Terra Australis, a la que él llamó «India Meridional». Afirmaba que había recalado allí durante seis meses y describió el lugar como «idílico» y poblado por habitantes que no tenían necesidad de trabajar debido a las innumerables riquezas. De Gonneville aseguraba que esa tierra se encontraba a seis semanas de navegación desde el cabo de Buena Esperanza.
Ahora se cree que las tierras que De Gonneville descubrió no eran la legendaria Terra Australis ni, como se pretendió, de Madagascar, sino que eran en realidad parte de la costa del Brasil (en la isla de Santa Catarina, o próximas), y que los nativos que conoció eran en realidad indios carijos.
El diario de a bordo de Binot Paulmier fue encontrado en el siglo XIX por Paul Gaffarel en el Almirantazgo de Normandía y tiene un testimonio muy creíble. Gracias a él se ha podido reconstruir gran parte de la historia de ese viaje heroico y audaz, haciendo de él uno de los más grandes marinos franceses del siglo XVI.

## Recuperación
Su relato fue pronto olvidado hasta 1663, cuando Jean Paulmier de Courtonne, emparentado con Binot y canónigo de la catedral de San Pedro de Lisieux, publicó un libro titulado Mémoires touchant l'établissement d'une mission chrestienne dans le troisième monde : autrement appelé, la terre australe, méridionale, antarctique & inconnuë [Memorias en relación con el establecimiento de una misión cristiana en el tercer mundo, antes llamado, la tierra austral, meridional, antártica y desconocida] en el que declaraba ser tataranieto de un indio llevado de vuelta a Francia por Binot Paulmier en 1505.
Los escritos de De Courtonne causaron sensación en su tiempo, cuando el patriotismo francés estaba en crisis debido al sostenido éxito de los neerlandeses e ingleses en los nuevos descubrimientos del Pacífico Sur.
Los relatos de De Gonneville fueron revividos como base para una reclamación territorial sobre aquellos lugares australes, en el que los franceses habrían llegado con anterioridad. Esta creencia se asentó en el siglo XVIII y llevó a la realización de muchas expediciones marítimas como las de Jean-Baptiste Charles Bouvet de Lozier y Louis Antoine de Bougainville.

## Controversia tardía
Si la aventura de Paulmier Gonneville fue citada por los escritores e historiadores normandos más serios hasta finales del siglo XX, surgió una controversia en el año 2000, intentando socavar su existencia histórica y la de sus viajes. La relación del primer encuentro de los franceses con los amerindios que dejó fue el precursor de las historias Thevet, Léry, Claude d'Abbeville y Yves d'Évreux.
En 1993, tras un extenso estudio, Jacques Lévêque de Pontharouart sostuvo que la historia de Binot Paulmier de Gonneville resultaría ser una invención de Jean Paulmier de Courtonne, tataranieto de dicho Essomeric, canónigo de Lisieux, que trataba de montar una expedición de evangelización en las imaginarias Indias Australes. Según Lévêque, el canónigo hizo también de su antepasado ese indio austral para ocultar sus acciones particularmente violentas como hugonote en la época en que debería haber sido apresado en Brasil.

## Novela
Arkan Simaan, Un marin en Terre des perroquets (“Un marinero en la tierra de los loros”), Ancre de marine éditions.
Se trata de una ficción basada en la historia de Binot Paulmier de Gonnevile. Habla de la llegada de los primeros “franceses” a Brasil en 1504 y del primer “brasileño” a Francia. El autor utiliza su imaginación para completar las partes desconocidas de la historia de Binot en el Almirantazgo de Rouen. Allí encontramos la navegación, las tormentas, el choque de culturas entre europeos e indígenas, el canibalismo, la piratería, una batalla naval, un naufragio…

## Obras
- Campagne du navire L’Espoir de Honfleur, 1503-1505 : relation authentique du voyage du capitaine de Gonneville ès nouvelles terres des Indes publiée intégralement pour la première fois avec une introduction et des éclaircissements, Ed. Armand d'Avezac, París, Challamel, 1869 ; Ginebra, Ed. Slatkine, 1971
- Le Voyage de Paulmier de Gonneville au Brésil (1503-1505) pp. 37-70, recitado de relaciones de viaje de Gonneville por el mismo, seguido de sus cartas reales en forma de compulsa; en Voyages au Canada par Jacques Cartier avec les relations de voyages en Amérique de Gonneville, Verrazano et Roberval, París, La Découverte, 1984
- Mémoires touchant l'établissement d'une mission chrestienne dans le troisième monde: autrement appelé, la terre australe, méridionale, antarctique & inconnuë, Éd. Margaret Sankey, Paris, Champion (Les géographies du monde, 7), 2006.